# Mikuszewo
Mikuszewo (niem. Meinitz) – wieś w Polsce położona w województwie wielkopolskim, w powiecie wrzesińskim, w gminie Miłosław.
W latach 1954–1971 wieś należała i była siedzibą władz gromady Mikuszewo, po jej zniesieniu w gromadzie Miłosław. W latach 1975–1998 miejscowość administracyjnie należała do województwa poznańskiego.
We wsi, w zabytkowym pałacu z końca XIX w. zlokalizowany jest Międzynarodowy Dom Spotkań Młodzieży "Mikuszewo" (ośrodek organizujący i prowadzący projekty międzynarodowej wymiany młodzieży). Przez wieś przebiegają dwa szlaki rowerowe - "oś transwielkopolska" oraz szlak Miłosław-Żerków.
W Mikuszewie działają organizacje społeczne: kółko rolnicze, koło gospodyń wiejskich oraz Ochotnicza Straż Pożarna w Mikuszewie.
W Mikuszewie urodził się Lucjan Mroczkowski (1890–1966), major piechoty Wojska Polskiego, kawaler Virtuti Militari.

## Historia

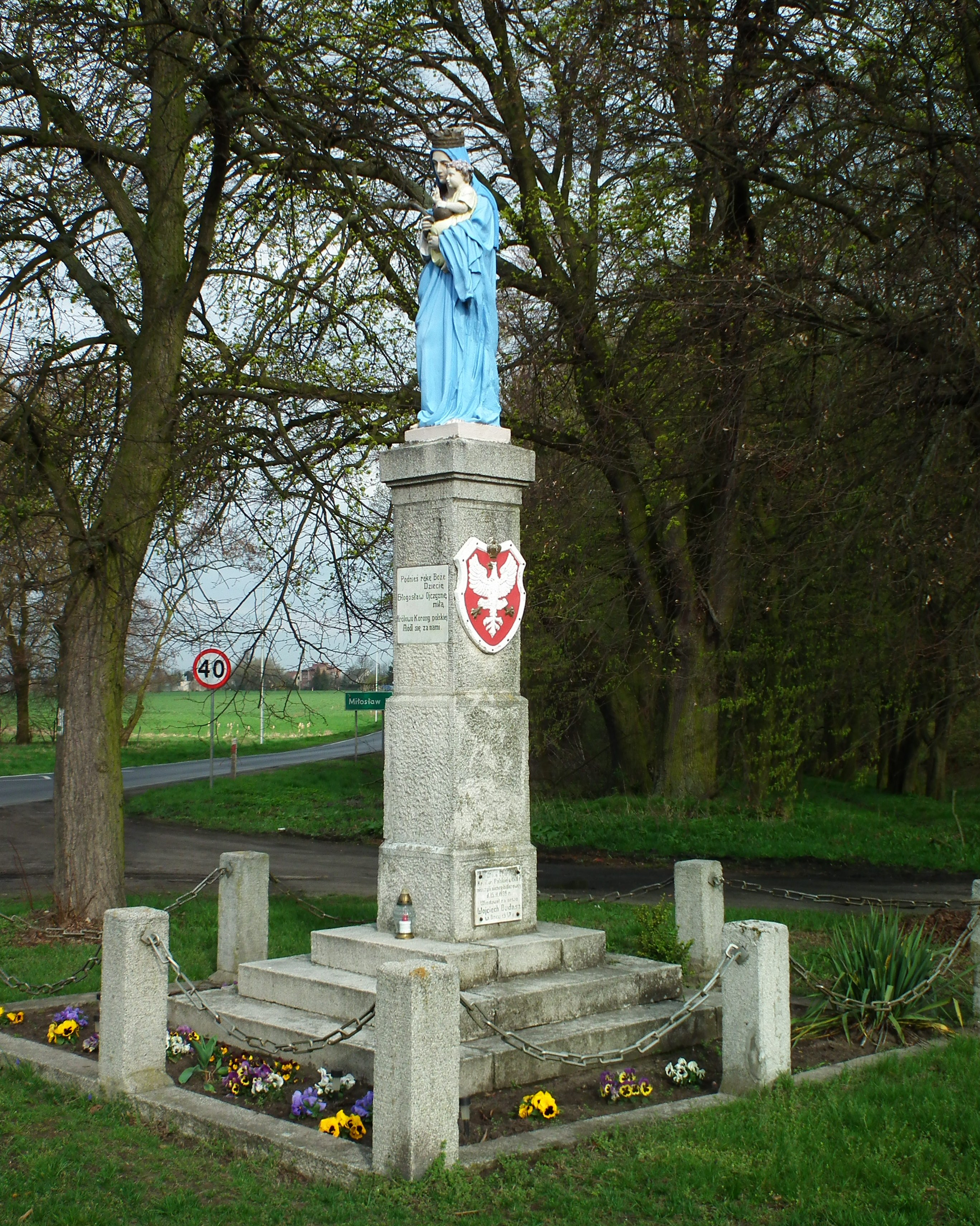
Kapliczka maryjna

Z 1392 r. pochodzi wzmianka o Tomaszu, kmieciu de Micuszewo. W latach 1402–17 Mikuszewo należało do Paszka Wyskoty z Chrząstowa, łowczego kaliskiego, następnie do kanonika Mikołaja Zaremby z Czeszewa. W 1465 właścicielami wsi byli Wieniawowie, którzy w pierwszej połowie XVI w. przyjęli nazwisko Mikuszewskich. Później Mikuszewo znajdowało się w posiadaniu Przyjemskich, Zabłockich i Jabłonowskich. Około 1880 właścicielem był Bernard III (książę Saksonii-Meiningen), który wybudował tu pałac. W latach 1904–1913 w rękach pruskiej Komisji Kolonizacyjnej, następnie rodzin niemieckich. Od 1923 Mikuszewo było w posiadaniu ppor. Zdzisława Baranowskiego (zięcia Józefa i Marii Chełkowskich).
Osada rozwinęła się przy ruchliwej drodze prowadzącej do promu w Nowej Wsi Podgórnej. Od XIV w. istniał tu kościół (z 1407 r. pochodzi wzmianka o plebanie Bartłomieju), do 1688 r. parafialny, na początku XVIII w. spalony i już nie odbudowany.

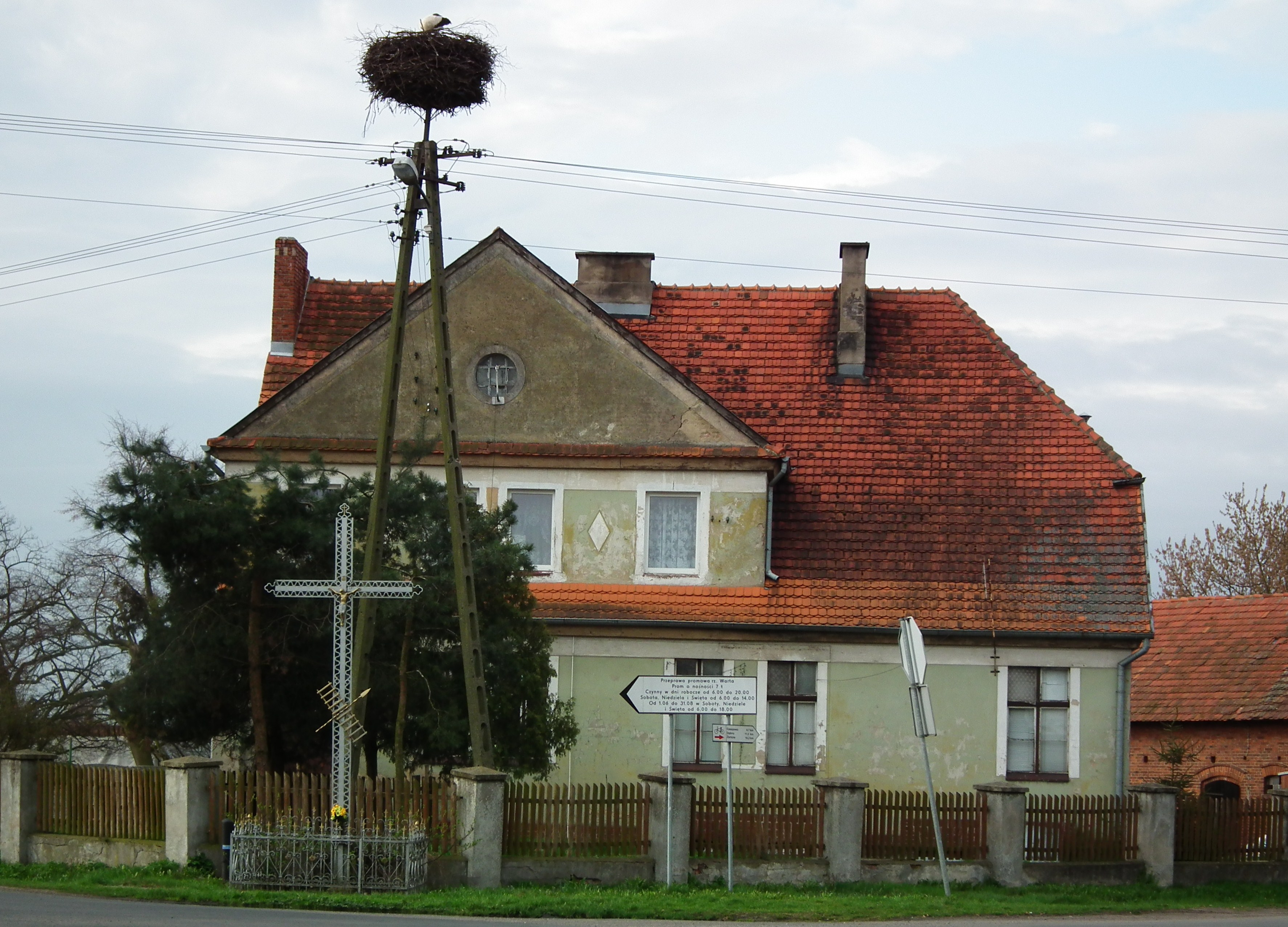
Dawny zajazd

W centrum wsi, przy skrzyżowaniu dróg, wznosi się okazały budynek zajazdu, a obok: poczta z 2 poł. XIX w., dawna szkoła z pocz. XX w. i remiza strażacka. Ponadto stoi tu figura Matki Boskiej z 1928 r., umieszczona na wysokim cokole. Zniszczona przez Niemców 5 XI 1939 r. i odbudowana w lipcu 1947 r. Na cokole tablica z 1948 r., upamiętniająca zmarłych i poległych w okresie II wojny światowej mieszkańców Mikuszewa, z nazwiskami 10 osób zamęczonych w hitlerowskich obozach i więzieniach.
Po południowej stronie skrzyżowania rozciąga się park krajobrazowy  o pow. 3,95 ha z drugiej połowy XIX w., z elementami układu regularnego (alejki i szpalery) z okresu późniejszego. W parku wznosi się piętrowy, neorenesansowy pałac z około 1890 r., o rozczłonkowanej bryle, z narożną, czworoboczną wieżą, zwieńczoną czworobocznym hełmem. Do pałacu prowadzi stara aleja lipowa. W parku staw i kilka drzew pomnikowych: osiem lip (o obw. do 380 cm), trzy kasztanowce, dwa buki (obw. 290 i 310 cm) oraz klon (310 cm). Wśród 22 rosnących tu gatunków i odmian drzew przeważają graby. W sąsiedztwie pałacu znajdują się zabudowania pofolwarczne z drugiej poł. XIX w., z dawną rządców-ką. Przy drodze do Czeszewa czworak z końca XIX w.
W centrum wsi kapliczka maryjna (Królowej Korony Polskiej) z orłem, ufundowana w 1928, zniszczona przez hitlerowców 15 listopada 1939 i odbudowana w lipcu 1947 przez Wojciecha Budasza.